# Historia de los judíos en Cuba

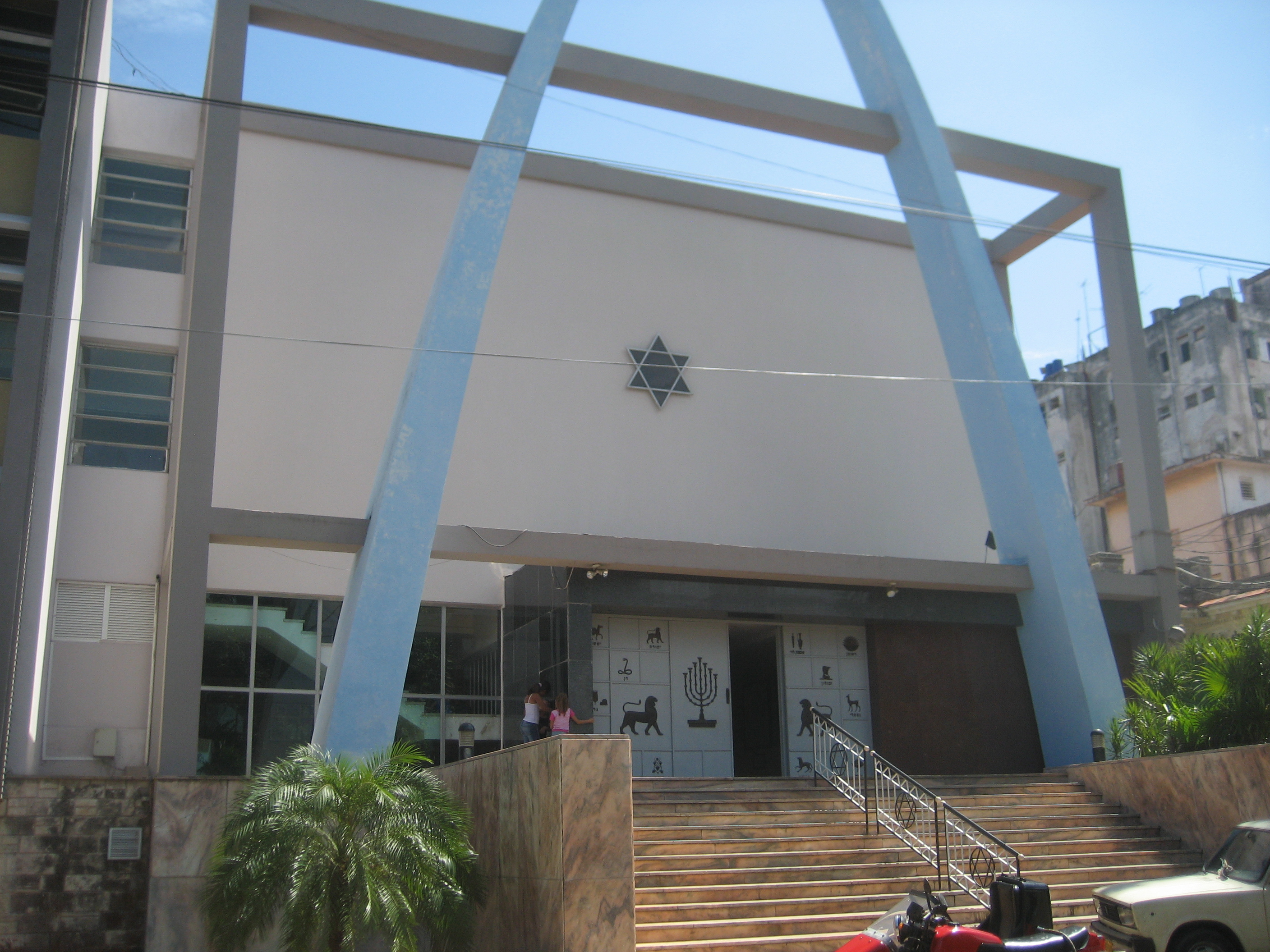
Exterior del Templo Beth Shalom en La Habana, Cuba.

Los cubanos judíos, judíos cubanos, o los cubanos de ascendencia judía, han vivido en Cuba durante siglos. Algunos cubanos pueden rastrear su ascendencia judía hasta los marranos (convertidos al cristianismo) que llegaron como colonos, aunque pocos de ellos practican el judaísmo hoy en día. Más de 24.000 judíos vivían en Cuba en 1924, y más inmigraron al país en la década de 1930. Sin embargo, durante y después de la revolución comunista de 1959, el 94% de los judíos emigró para los Estados Unidos y otros países. En 2007 aproximadamente 1.500 cubanos judíos aún permanecían en el país, mayoritariamente ubicados en La Habana. Desde entonces cientos han emigrado a Israel.

## Historia
El inicio oficial de la comunidad judía en Cuba data de 1906 con la primera organización hebrea denominada United Hebrew Congregation fundada por 11 judíos norteamericanos de los aproximadamente 100 que se estimaban que existían en la isla para esa época. Hubo una importante inmigración judía a Cuba en el siglo XX desde Turquía como consecuencia de la desintegración del Imperio Otomano y desde Europa del Este y Rusia. En 1924 había 24.000 judíos en Cuba, muchos de ellos trabajando en la industria textil. En la década de 1930, más inmigrantes judíos llegaron desde Europa como resultado de la persecución nazi y fascista.; algunos esperaban llegar a Estados Unidos, pero decidieron quedarse en Cuba. En 1959 antes de la Revolución, se estima que 15.000 judíos vivían en La Habana, donde había cinco sinagogas. Más cubanos judíos vivían fuera de la capital. 
Casi el 95% de los judíos emigró de Cuba a los Estados Unidos o a Israel después de la llegada de Fidel Castro y la implementación del gobierno comunista. Como parte de la clase media, algunos judíos fueron obligados a servir en campos de trabajos forzados en la década de 1960, pero no fueron un objetivo como grupo étnico en el gobierno de Castro.
Varios judíos jugaron un papel destacado en la Revolución, incluyendo Fabio Grobart, Manuel (Stolik) Novigrod, y Enrique Oltuski.
Desde finales del siglo XX, una gran comunidad judía cubano-estadounidense se ha desarrollado en el sur de la Florida. La Cuba moderna tiene algunas nuevas comunidades de ascendencia del Medio Oriente, incluyendo poblaciones judías y libanesas.
La Comisión de Coordinación de Cuba, la unidad oficial gubernamental para la Comunidad Judía, reconoció 1.201 personas como judías en 2001 con el propósito de distribuir alimentos en las Pascuas.
En febrero de 2007 el New York Times estimó que hay cerca de 1.500 judíos vivían en Cuba, la mayoría de ellos (alrededor de 1100) en La Habana. Cuba tiene una sola carnicería kosher en toda la isla. Durante un tiempo no tenía ningún rabino, pero en 2007, uno se establecía en una sinagoga de La Habana. A menudo anima a los turistas judíos a dar tzedaká (caridad) para los judíos cubanos y para Israel. Alan Gross viajó a Cuba para ayudar a la pequeña comunidad judía, pero fue detenido en Cuba desde 2009 hasta 2014. Algunos judíos estadounidenses originalmente de Cuba también son feroces críticos del régimen cubano como la representante Ileana Ros-Lehtinen y la académica Ruth Behar. Israel también sigue teniendo un embargo contra Cuba.
La sinagoga Adath Israel de Cuba es la única sinagoga ortodoxa que queda en Cuba la cual mantiene servicios religioso en la semana. En diciembre de 2006, la comunidad judía de Cuba celebró su 100 aniversario.

## Otras lecturas
- Jesús Jambrina, Los judíos de Cuba. 1492-1902, Centro Isaac Campantón, Zamora, 2023.
- Jay Levinson, Jewish Community of Cuba: The Golden Years, 1905–1958, Nashhville, TN: Westview Publishing Company, 2005.